# Roland Boscary-Monsservin
Roland Boscary-Monsservin, né le 12 mai 1904 à Rodez (Aveyron) et mort le 13 novembre 1988 à Rodez (Aveyron), est un avocat et homme politique français.

## Biographie
Neveu de Joseph Monsservin qui l'adopte en 1917, au décès de son père, il suit ses études à la Faculté de droit de Paris et à l'École libre des sciences politiques.
En 1924, il est attaché au cabinet du ministre de la Justice, Edmond Lefebvre du Prey. Il retourne dans son Aveyron natal en 1926 pour s'occuper de son domaine agricole, s'inscrit comme avocat au barreau de Rodez et en devient bâtonnier.
Dès l'entre-deux-guerres, Roland Boscary-Monsservin s'engage en politique. Il devient maire de Vailhourles et milite au Parti social français. Avec l'étiquette de ce parti, il est élu conseiller d'arrondissement pour le canton de Réquista en octobre 1937. L'année suivante, les militants locaux le portent à la tête de la section de Rodez.
Il est mobilisé en 1939 et est blessé le 3 juin 1940 au soir à l'entrée de Dunkerque et fait prisonnier en Allemagne, dont il n'est libéré qu'en décembre 1945. Il reçoit alors la croix de guerre.
Il est élu député de l'Aveyron à la suite des élections législatives du 17 juin 1951, et obtient successivement sa réélection jusqu'en 1971. À la Chambre, il devient membre de la Commission de l'agriculture, de la Commission des immunités parlementaires et de la Commission du suffrage universel.
Le 6 novembre 1957, Boscary-Monsservin est nommé ministre de l'agriculture dans le cabinet Félix Gaillard, puis dans le cabinet Pflimlin. Démissionnaire le 31 mai 1958, il vote pour la confiance au Gouvernement du Général de Gaulle le 1er juin 1958.
Réélu dès le premier tour lors des élections législatives de 1958 (71,3 % des suffrages exprimés), de 1962 (71,7 %), de 1967 (64,7 %) et de 1968 (76 %), sous l'étiquette du CNI, il est à la Chambre un spécialiste des questions agricoles et un défenseur de l'enseignement privé lors de la discussion de la loi Debré au mois de décembre 1959.
De 1959 à 1971, il représente la France à l'Assemblée parlementaire européenne et y préside la commission de l'agriculture.
Vice-président de la Fédération nationale des républicains indépendants en 1966, il est vice-président de l'Assemblée nationale de 1969 à 1971.
En 1969, il est élu maire de Rodez, puis devient président de la commission de développement économique régional (CODER) de Midi-Pyrénées en 1970.
Boscary-Monsservin est élu sénateur de l'Aveyron en 1971. Inscrit au groupe de l'Union des Républicains et indépendants, il est membre de la commission des finances, du contrôle budgétaire et des comptes économiques de la Nation.
Il devient vice-président du Conseil régional de Midi-Pyrénées en 1976.
En 2008, une avenue inter-quartiers située entre le quartier Bourran et Saint-Félix a vu le jour. Cette nouvelle réalisation de 2,5 km et ayant pour but de désengorger l'existante avenue de la Gineste, porte le nom Roland Boscary-Monsservin en hommage à cet ancien homme politique.

## Distinctions
- Officier de la Légion d'honneur
- Croix de guerre 1939-1945
- Commandeur de l'ordre du Mérite agricole

## Mandats nationaux
- Député CNIP de l'Aveyron de 1951 à 1971
- Sénateur de l'Aveyron de 1971 à 1980

## Fonctions gouvernementales
- Ministre de l'Agriculture du 6 novembre 1957 au 31 mai 1958 dans le gouvernement Félix Gaillard et dans le gouvernement Pierre Pflimlin

## Mandats locaux
- Maire de Rodez de 1965 à 1983
- Maire de Vailhourles
- Maire d'Onet-le-Château de 1953 à 1965